# Neolimonia euryleon
Neolimonia euryleon är en tvåvingeart som först beskrevs av Alexander 1950.  Neolimonia euryleon ingår i släktet Neolimonia och familjen småharkrankar. Inga underarter finns listade i Catalogue of Life.